# Arquiduquesa Helena da Áustria (1543–1574)
Helena da Áustria (alemão: Helena von Österreich; 7 de janeiro de 1543 – 5 de março de 1574) foi cofundadora do Convento das Damas de Hall (Haller Damenstift). Ela nasceu como arquiduquesa da Áustria, pertencente à Casa de Habsburgo, e era filha de Fernando I do Sacro Império Romano-Germânico.

## Vida

### Início da vida
Nascida em Viena no Arquiducado da Áustria em 16 de fevereiro de 1536, a arquiduquesa Helena da Áustria foi a décima quarta criança e décima filha de Fernando I do Sacro Império Romano-Germânico (1503–1564) e de sua esposa, a Princesa Ana da Boêmia e Hungria (1503–1547). Helena foi criada com uma educação estrita e religiosa, sendo fortemente influenciada pelos jesuítas.

### A vida como freira
Por causa de sua saúde delicada, seu pai a considerou inadequada para o matrimônio, então Helena se tornou freira em Hall in Tirol, no Condado Principesco do Tirol. Junto com suas irmãs mais velhas, as arquiduquesas Madalena (1532–1590) e Margarida (1536–1567) da Áustria, ela fundou o Convento das Damas de Hall (Haller Damenstift) sob a orientação da Sociedade de Jesus. Helena faleceu lá em 5 de março de 1574, aos 31 anos, e foi sepultada na Igreja Jesuíta local (Jesuitenkirche).